# إيريك ماكوليامز
إيريك ماكوليامز (بالإنجليزية: Eric McWilliams)‏ مواليد 18 أبريل 1950 في دنفر، هو لاعب كرة سلة أمريكي معتزل. بدأ مسيرته الاحترافية في سنة 1972. تم اختياره من قبل فريق هيوستن روكتس خلال الدرافت. حمل الرقم 22. يبلغ طوله 6 قدم 8 بوصة (2.0 م). اعتزل اللعب في 1973.

## روابط خارجية
- إيريك ماكوليامز على موقع إن بي أي (الإنجليزية)
- إيريك ماكوليامز على موقع سبورتس رفرنس (الإنجليزية)
- إيريك ماكوليامز على موقع كلية كرة السلة في سبورتس رفرنس.كوم (الإنجليزية)
- إيريك ماكوليامز على موقع ريلجم (الإنجليزية)
- إيريك ماكوليامز على موقع بروبوليرز (الإنجليزية)